# Graham Cutts
John Henry Graham Cutts (Brighton, 1885 – Londres, 7 de fevereiro de 1958), conhecido simplesmente como Graham Cutts, foi um cineasta britânico, considerado um dos principais diretores dos anos 1920. A. V. Bramble acreditava que a Gainsborconsidough Pictures fora construída graças ao trabalho de Cutts.
Cutts era pai da atriz Patricia Cutts (1926–1974). Ele trabalhou com muitas figuras importantes do cinema e do teatro britânicos, incluindo Basil Dean, Alfred Hitchcock, Gracie Fields, Ivor Novello e Noël Coward.